# Lista insulelor din Qatar
Aceasta este o listă a insulelor din Qatar, locuite și nelocuite. 
- Insula Al Aaliya sau Insula Alia (în arabă جَزِيرَة اَلْعَالِيَّة, transliterat: Jazīrat 'Alya) [1]
- Insula Al Khor (în arabă جزيرة الخور), sau Insula purpurie și Jazirat bin Ghanim [2]
- Insula Al Safliya (în arabă اَلْجَزِيرَة اَلسَّافِلِيَّة, transliterat: Jazīrat as Sāfliya)[3]
- Insula Banana (în arabă جزيرة الموز)[4]
- Insula Halul (în arabă جَزِيرَة حَالُول, transliterat: Jazīrat Ḩālūl)[5]
- Insula Ishat (în arabă جزيرة الأسحاط)[6]
- Insula  Perla (în arabă جَزِيرَة اللؤلؤة)[7]
- Insula Ras Rakan (în arabă جَزِيرَة رَأْس رَكَن, transliterat: Jazīrat Ra’s Rakan)[8]
- Insula Shrao's (în arabă جَزِيرَة شراعوة, transliterat: جَزِيرَة شراعوة)[9]
- Insula Umm Tais (în arabă جَزِيرَة أُمّ تَيْس, transliterat: جَزِيرَة أُمّ تَيْس)[10]